# Абу Таліб Ях'я
Абу Таліб Ях'я (951—1033) — єменський імам зейдитської держави у 1020—1033 роках.

## Життєпис
Був братом свого попередника Ахмада аль-Муайяда. Формально успадкував імамат на територіях зейдитів у Персії: у провінціях Ґілян і Дейлеман. Як і його попередник, Абу Таліб Ях'я, хоч і вважався єменським імамом, ніколи у Ємені не був.